# روبرت ميلن (سياسي)
روبرت ميلن هو سياسي كندي، ولد في 19 أغسطس 1881، وتوفي في 1 يوليو 1953. حزبياً، نشط في Progressive Party of Canada ‏. وقد انتخب عضو مجلس العموم الكندي.